# Francesco Molin
  Francesco Molin, född 1575, död 1655, var en venetiansk doge. Han var regerande doge av Venedig 1646–1655. 